# Pawoh (Labuhan Haji)
Pawoh is een bestuurslaag in het regentschap Aceh Selatan van de provincie Atjeh, Indonesië. Pawoh telt 1054 inwoners (volkstelling 2010).